# Autódromo Francisco Villa
El Autódromo Francisco Villa es un circuito de carreras en el Estado de Chihuahua, ubicado al sur de la ciudad de Chihuahua sobre el km 14.5 de la carretera a Delicias.
En el autódromo se realizan regularmente carreras de "arrancones" en el 1/4 de milla de la recta principal del circuito.